# Oberland (Lichtenštejnsko)
Oberland (německy Wahlkreis Oberland), též zvaná jako Horní země, je jedním ze dvou volebních obvodů Lichtenštejnska. Odpovídá historickému hrabství Vaduz a správním sídlem je obec Vaduz, hlavní obec státu. V zemském sněmu má 15 křesel.
Oberland se skládá z obcí Balzers, Planken, Schaan, Triesen, Triesenberg a Vaduz. Na konci roku 2019 měl Oberland 24 763 obyvatel (65 % populace Lichtenštejnska) a rozlohu 125,5 km² (78 % rozlohy Lichtenštejnska).

## Dějiny

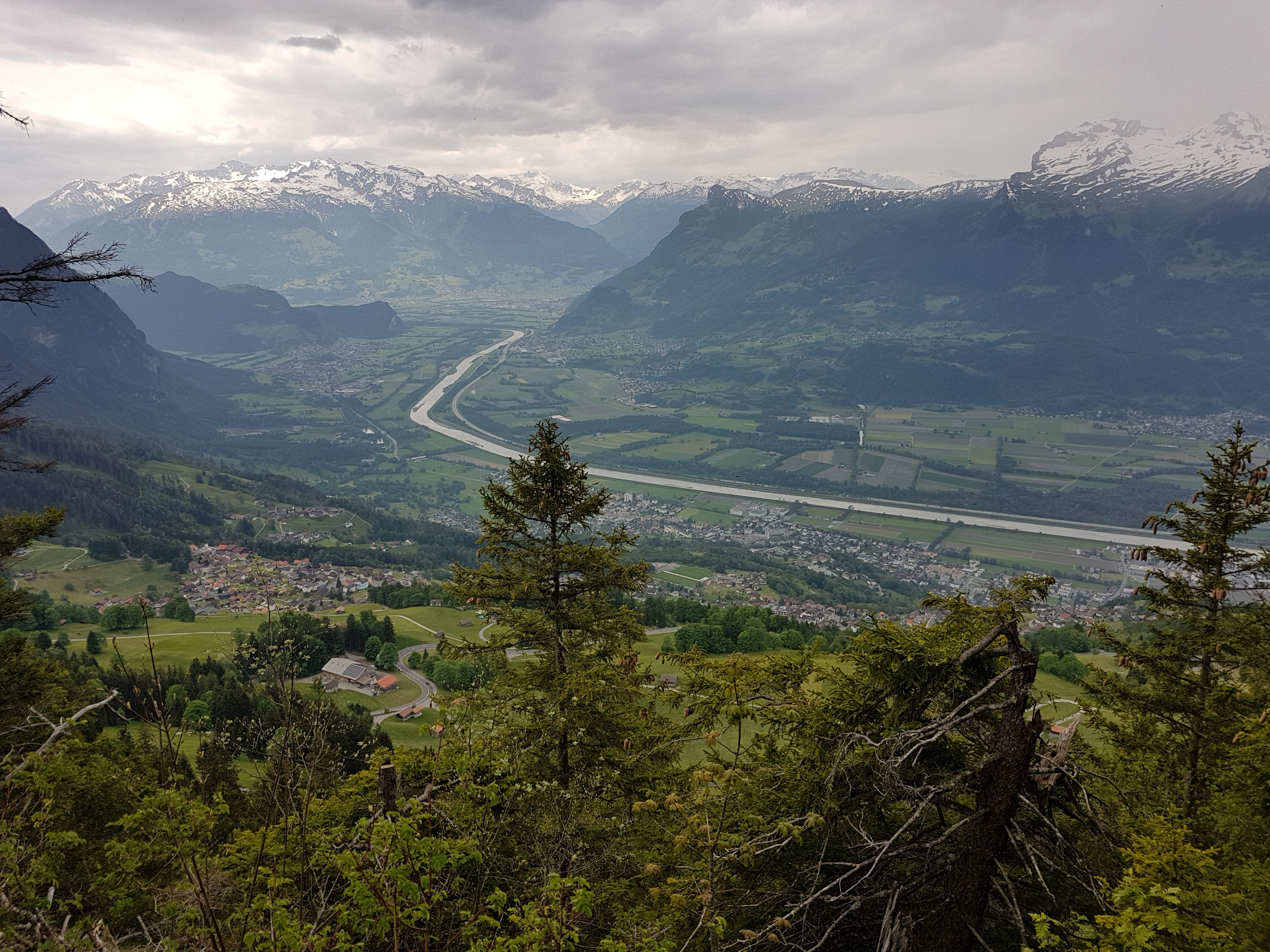
Při pohledu na jih směrem na Balzers, Triesenberg, Triesen a Rýn, který tvoří hranici se Švýcarskem.

Oberland je jižní částí Lichtenštejnska a zahrnuje území bývalého Vaduzského hrabství. Termíny Oberlandu a Unterlandu se staly běžnými zřejmě až ve druhé polovině 19. století. Nejpozději od počátku 18. století byly předchůdci termíny Obere a Untere Landschaft. Oberland vytvořil svůj vlastní volební obvod v roce 1878.

## Geografie
Okres, který zahrnuje hlavní obce Vaduz a Schaan, je lidnatější než Unterland a rozkládá se na jižní části se čtyřmi až pěti šestiny rozlohy země. Skládá se ze 6 obcí a 11 vesnic, celkem tedy 17 osad.
Většina lidských sídel v regionu se nachází v údolí Rýna – v západní části Oberlandu, zatímco východní části dominují hory. Nachází se zde nejvyšší bod v zemi – vrchol Grauspitz z výškou 2 599 m n. m.
| Mapa | Obec | Obec   | Obec        | Populace | Rozloha    |
| Mapa | Znak | Vlajka | Název obce  | Populace | Rozloha    |
| ---- | ---- | ------ | ----------- | -------- | ---------- |
|      |      |        | Vaduz       | 5 624    | 17,315 km2 |
|      |      |        | Balzers     | 4 594    | 19,731 km2 |
|      |      |        | Planken     | 472      | 5,341 km2  |
|      |      |        | Schaan      | 6 014    | 26,920 km2 |
|      |      |        | Triesen     | 5 202    | 26,479 km2 |
|      |      |        | Triesenberg | 2 636    | 29,694 km2 |

## Kultura
Příslušnost k jedné ze dvou částí země, stejně jako k jediné obci – byla a je i dnes do jisté míry zdrojem identity obyvatel. V obou částech země se mluví výrazně odlišnými nářečími. Velký počet příjmení v Unterlandu v komunitách Oberlandu naznačuje jednosměrný směr migrace.